# Paul Kretschmer

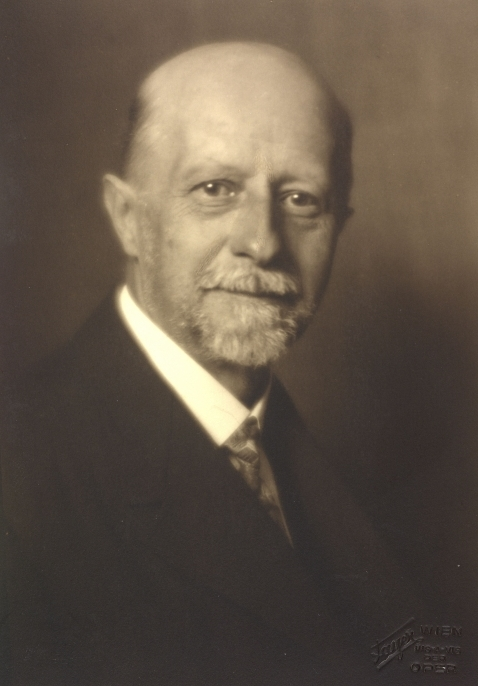
Paul Kretschmer

Paul Kretschmer, född den 2 maj 1866 i Berlin, död den 9 mars 1956 i Wien, var en tysk språkforskare.
Kretschmer, som blev e.o. professor i jämförande språkforskning 1897 i Marburg, 1899 i Wien, var en av sin tids främsta jämförande språkforskare. Hans huvudverk är Die griechischen Vaseninschriften ihrer Sprache nach untersucht (1894), Einleitung in die Geschichte der griechischen Sprache (1896) och Der heutige lesbische Dialekt verglichen mit den übrigen nordgriechischen Mundarten (1905). Tillsammans med Franz Skutsch utgav han sedan 1908 tidskriften "Glotta", som var avsedd att bli centralorganet för den grekiska och latinska språkforskningen och som ännu utkommer.